# Silene gavrilovii
Silene gavrilovii är en nejlikväxtart som först beskrevs av Krasnov, och fick sitt nu gällande namn av Mikhail Grigoríevič Popov. Silene gavrilovii ingår i släktet glimmar, och familjen nejlikväxter. Inga underarter finns listade i Catalogue of Life.